# Pentacyphus
Pentacyphus là chi thực vật có hoa trong họ Apocynaceae.

## Các loài
- Pentacyphus andinus (Ball) Liede, 1996
- Pentacyphus camargoi (Morillo) Meve & Liede, 2014
- Pentacyphus lehmannii (Schltr.) Liede, 1996
  - Pentacyphus lehmannii subsp. elongatus Meve & Liede, 2014
  - Pentacyphus lehmannii subsp. lehmannii
  - Pentacyphus lehmannii subsp. tamanus (Morillo) Meve & Liede, 2014